# Aneta
Aneta è un centro abitato (city) degli Stati Uniti d'America, situato nella Contea di Nelson nello Stato del Dakota del Nord. Nel censimento del 2000 la popolazione era di 284 abitanti. La città è stata fondata nel 1914.

## Geografia fisica
Secondo i rilevamenti dell'United States Census Bureau, la località di Aneta si estende su una superficie di 2,6 km², tutti occupati da terre.

## Popolazione
Secondo il censimento del 2000, ad Aneta vivevano 284 persone, ed erano presenti 62 gruppi familiari. La densità di popolazione era di 112 ab./km². Nel territorio comunale si trovavano 155 unità edificate. Per quanto riguarda la composizione etnica degli abitanti, il 97,54% era bianco, l'1,06% era nativo e lo 0,70% proveniva dall'Asia. Lo 0,35% apparteneva ad altre razze, mentre lo 0,35% apparteneva a due o più. La popolazione di ogni razza ispanica corrispondeva allo 0,70% degli abitanti.
Per quanto riguarda la suddivisione della popolazione in fasce d'età, il 16,5% era al di sotto dei 18, il 3,9% fra i 18 e i 24, il 18,3% fra i 25 e i 44, il 18,7% fra i 45 e i 64, mentre infine il 42,6% era al di sopra dei 65 anni di età. L'età media della popolazione era di 60 anni. Per ogni 100 donne residenti vivevano 102,9 maschi.